# 王昂 (唐朝)
王昂（？—777年），唐朝官员。
王昂出自军旅，以军功官至河中尹，充河中节度使。他贪纵不法，一心聚敛。永泰元年（765年）正月，检校刑部尚书知省事，改殿中少监。元载秉政为宰相，他与元载勾结一起。大历五年六月，担任江陵尹、兼御史大夫，充荆南节度观察使，代替卫伯玉。王昂出镇，卫伯玉派大将杨𨨫等不接纳王昂，请留下卫伯玉，唐代宗同意了。王昂还是担任检校刑部尚书，知省事。他专事奢靡，广修宅第，多畜妓妾。在刑部，虽有公务，王昂徇于私宴，连日不去办公。性情贪吝，卖衙门园子里的青菜，收钱进入自己腰包。元载被杀后，贬为连州刺史，皇帝派中使监视他到万州，过硖江时，坠江溺死。